# ソライロブランケット
ソライロブランケットは、宮城県仙台市を中心に活動する日本の4人組バンド。"杜の都のザ・ポップスバンド"を掲げ、その名の通りさわやかなポップスを中心に様々な楽曲を生み出している。

## 概要
2014年3月17日結成。2019年4月14日解散。

## メンバー
- 安達優人（Vocal & Guitar）1993年6月14日生まれ
- 蜂谷直人（Bass）1993年7月7日生まれ
- 佐藤寿磨（Drums）1993年6月17日生まれ
- 板橋健太（Guitar）1993年8月19日生まれ

元メンバー
- 菅野涼太（Bass→Keyboardey）

## ディスコグラフィ
| 発売日     | タイトル                       | 収録曲                                                                       | 値段               |
| ---------- | ------------------------------ | ---------------------------------------------------------------------------- | ------------------ |
| 2014.04.29 | 1st mini album『空色の音』     | 春が来る/ゼロになる/rainy/ふたり/翼                                          | ¥1,000（SOLD OUT） |
| 2014.08.17 | 1st single『空が白む頃』       | 空が白む頃/散歩道                                                            | ¥700               |
| 2015.05.30 | 2nd single『生きててよかった』 | 生きててよかった/エイプリルフール                                            | ¥700               |
| 2015.12.20 | 2nd mini album『こころ』       | こころ/会いにいくよ/アパシー/僕が住む街/唄                                   | ¥1,500             |
| 2017.03.15 | 3rd single『日和』             | 日和/Hop Hop!                                                                | \1,000             |
| 2017.06.16 | 4th single『夏のアクセル』     | 夏のアクセル/さめない                                                        | \1,000             |
| 2017.12.01 | 配信限定 single『snowman』     | snowman                                                                      | \250               |
| 2018.04.08 | 3rd mini album『今のすべて』   | 呼吸/Say Love Me/snowman/Quarter 虹～そこにある奇跡～/翼(new recording)/1461 | \2,000             |

## 映像
- ソライロブランケット『呼吸』 MusicVideo
- ソライロブランケット『夏のアクセル』 MusicVideo
- ソライロブランケット『生きててよかった』MusicVideo
- ソライロブランケット『こころ』MusicVideo
- ソライロブランケット『日和』MusicVideo